# مبدل القدرة الكهربائية
مبدل القدرة الكهربائية (بالإنجليزية: Electric power converter)‏ هو جهاز يتولى تبديل صورة من صور القدرة الكهربائية إلى صورة أخرى، والعديد منها يبدل القدرة الكهربائية إلى ذبذبات ميكانيكية أو العكس. فمكبرات الصوت، والميكروفونات وواللاقط المستخدم في أجهزة تسجيل الصوت، كلها من محولات
الطاقة. وتقوم أجهزة السونار، وهي محولات الطاقة الصوتية (المستخدمة في
الكشف عن الغواصات مثلاً), بإرسال واستقبال الموجات الصوتية في الماء.
كما تقوم محولات الطاقة فوق الصوتية بتوليد الموجات فوق الصوتية واستشعارها.
ومعنى الموجات فوق الصوتية، الموجات التي يفوق نطاقها النطاق
الصوتي الذي تسمعه أذن الإنسان، ولهذه الأجهزة استخدمات عديدة منها : (قطع الأسطح الصلبة، وتنظيف المعدات الدقيقة، وحفر آبار النفط، وقياس
مستوى الوقود في خزانات المركبات الفضائية.
وتعمل محولات الطاقة بأساليب مختلفة، فللاقط أجهزة التسجيل يمكن أن تعمل
بالأسلوب «الكهروإجهادي» أي تحويل الإجهادات الميكانيكية إلى طاقة كهربائية.
أما مكبرات الصوت فتعمل بواسطة ملف متحرك موضوع في مجال مغناطيسي قوي، ويتذبذب هذا الملف طبقاً لتردد التيار الكهربائي المار به
والذي يعبر عن الصوت، ويحدث التذبذب بسبب التفاعل بين هذا التيار ومجال
المغناطيس.